# Білик Денис Сергійович
Дени́с Сергі́йович Бі́лик — підполковник ЗСУ, учасник російсько-української війни, командир 115 ОМБр.

## Життєпис
У 2024 перебував на посаді командира 115-ї механізованої бригади.

## Нагороди
- орден «За мужність» III ступеня — Указом Президента України № 389/2021 від 23.08.2021[3].